# Buiten Vissersstraat 6-8
Buiten Vissersstraat 6-8 te Amsterdam is een gebouw aan de Buiten Vissersstraat in Amsterdam-Centrum. Het is sinds 5 september 2006 een gemeentelijk monument.
Het straatje is al eeuwen oud; het komt voor op kaarten uit rond 1600. Alle originele bebouwing is verdwenen. Aan de even zijde zijn er slechts twee gebouwen; dit gebouw en Buiten Vissersstraat 4. Huisnummer 2 is opgegaan in het gebouw Droogbak 13. Op huisnummer 6-8 staat een gebouw uit 1904; hetgeen middels een gevelsteen zichtbaar wordt gemaakt (Ao 1904). Een andere gevelsteen meldt de naam van het gebouw Petrus; de gevelstenen zijn al op de bestektekeningen ingevuld te zien. Deze Petrus Hegener hield een zuivelhandel op Droogbak. Hij overleed in 1875 en zijn weduwe Francisca Antonia Gersteling liet in 1884 op Buiten Vissersstraat 4 een pakhuis annex rokerij bouwen ontworpen door zoon Jos Hegener. In 1904 was uitbreiding nodig en mogelijk.
Hegener had zijn stijl kennelijk inmiddels aangepast. Buiten Vissersstraat 4 heeft allerlei ronde vormen in symmetrie, Buiten Vissersstraat 6-8 is hoekiger en asymmetrisch.
Jos Hegener ontwierp voor dat huisnummer 6-8 opnieuw een pakhuis. Op de begane grond is er dan nog wel de grote toegang in rondboogvorm; die boog begint direct vanaf de plint. Links van die toegang is er ook een persoonsingang, die op nr. 4 ontbreekt. Boven de toegangsdeur staat de naam vermeld (Petrus). Boven de ronde toegangsdeur bevinden zich drie afgeronde rechthoekige laadopeningen met links en rechts daarvan gelijk gevormde lichtvensters. Boven deze laadopeningen is de overkoepelde hijsbalk geplaatst, geplaatst in een risalerende trapgevel. Boven de toegangsdeur zijn nog wat kleine vensters te zien, waarboven de datumsteen. Het gebouw als geheel wordt afgesloten met een asymmetrische puntgevel waarin nog een trapje, het gevelvlak is daar opgevuld met nog twee kleine smalle vensters. Het geheel is opgetrokken met baksteen met bij ramen sluitstenen van natuursteen. 
Het gebouw in de stijl van Traditioneel bouwen is daarna vrijwel ongewijzigd gebleven, alhoewel al jaren geen pakhuis meer. De houten schotten bij de laadtoegangen verdwenen om plaats te maken voor vensters. 

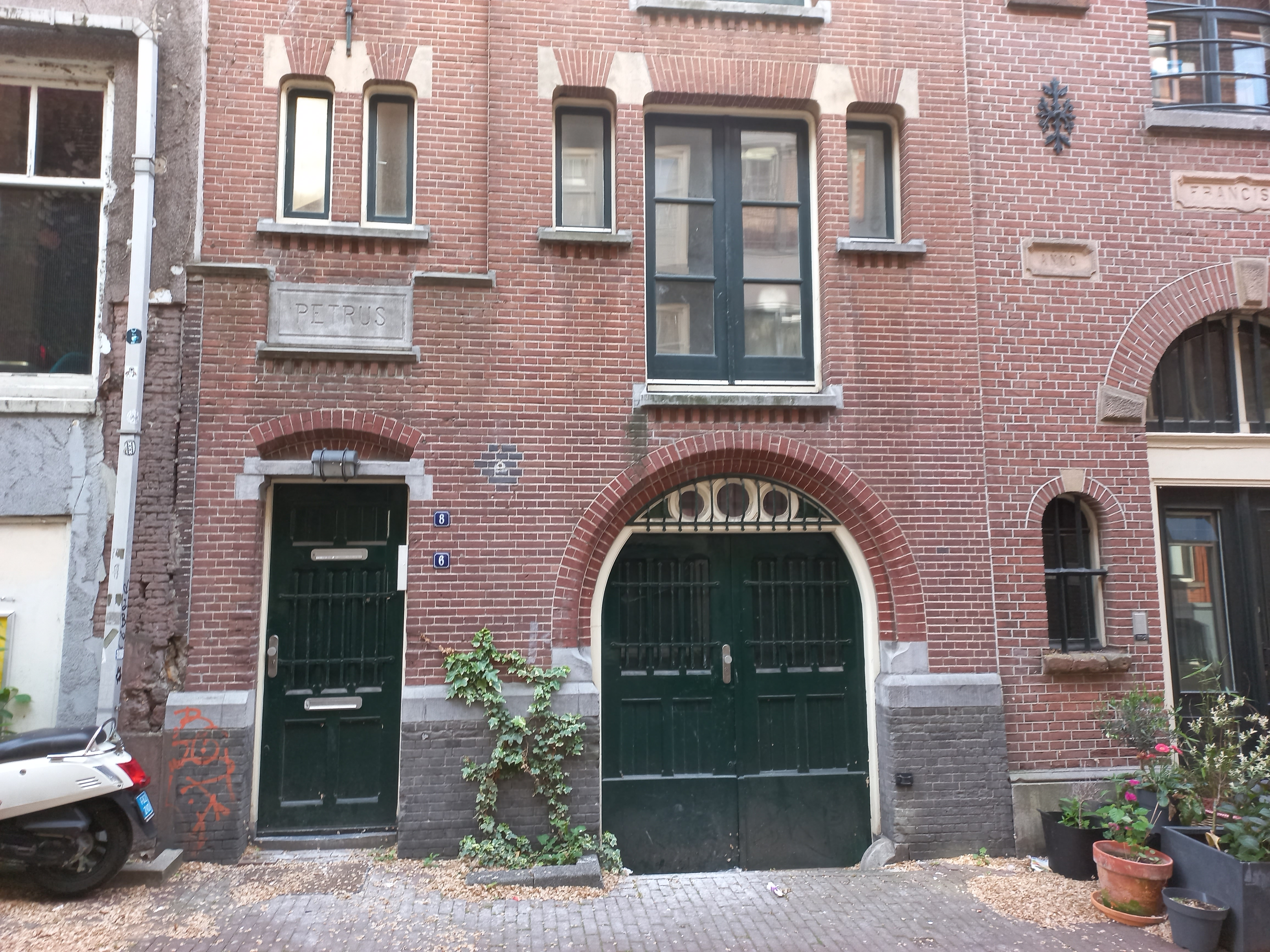
Ondergevel Petrus (mei 2022)